# 1962-1963シーズンのNBA
1962-1963シーズンのNBAは、NBAの17回目のシーズンである。シーズンは1962年10月16日に始まり、1963年4月24日に全日程が終了した。

## シーズン前

### ドラフト
ドラフトではビル・マクギルが、シカゴ・ゼファーズから全体1位指名を受けた。他にはゼルモ・ビーティ、レン・チャペル、ウェイン・ハイタワー、ジョン・ハブリチェック、チェット・ウォーカーらが指名を受けている。地域ドラフトではジェリー・ルーカスがシンシナティ・ロイヤルズから、デイブ・ディバッシャーがデトロイト・ピストンズから指名を受けた。

### その他
- フィラデルフィア・ウォリアーズはペンシルベニア州フィラデルフィアから、カリフォルニア州サンフランシスコに本拠地を移転し、サンフランシスコ・ウォリアーズに改称した。ウォリアーズの移転によりリーグの再編が行われ、ウォリアーズはウェスタン・デビジョンに編入され、かわってシンシナティ・ロイヤルズがイースタン・デビジョンに編入された。
- シカゴ・パッカーズはシカゴ・ゼファーズに名称を変更。
- 1953年から続いたNBCによるテレビ放送が打ち切られ、かわってABCと年間65万ドルの放送契約が結ばれた。ちなみに当時のNFLの放送契約は年間1400万ドルである。ABCとの契約は1974年まで続き、以後2002年までABCによるNBAの試合中継は放送されなかった。

## シーズン

### オールスター
- 開催日：2月16日
- 開催地：セントルイス
- オールスターゲーム　イースト 115－108 ウエスト
- MVP：ビル・ラッセル　（ボストン・セルティックス）

### イースタン・デビジョン
| チーム                     | 勝 | 負 | 勝率 | ゲーム差 |
| -------------------------- | -- | -- | ---- | -------- |
| ボストン・セルティックス   | 58 | 22 | .725 | -        |
| シラキュース・ナショナルズ | 48 | 32 | .600 | 10       |
| シンシナティ・ロイヤルズ   | 42 | 38 | .525 | 16       |
| ニューヨーク・ニックス     | 21 | 59 | .263 | 37       |

### ウエスタン・デビジョン
| チーム                         | 勝 | 負 | 勝率 | ゲーム差 |
| ------------------------------ | -- | -- | ---- | -------- |
| ロサンゼルス・レイカーズ       | 53 | 27 | .663 | -        |
| セントルイス・ホークス         | 48 | 32 | .600 | 5        |
| デトロイト・ピストンズ         | 34 | 46 | .425 | 19       |
| サンフランシスコ・ウォリアーズ | 31 | 49 | .388 | 22       |
| シカゴ・ゼファーズ             | 25 | 55 | .313 | 28       |

### スタッツリーダー
| 部門       | 選手                   | チーム                         | 記録  |
| ---------- | ---------------------- | ------------------------------ | ----- |
| 得点       | ウィルト・チェンバレン | サンフランシスコ・ウォリアーズ | 3,586 |
| リバウンド | ウィルト・チェンバレン | サンフランシスコ・ウォリアーズ | 1,946 |
| アシスト   | ガイ・ロジャーズ       | サンフランシスコ・ウォリアーズ | 825   |
| FG%        | ウィルト・チェンバレン | サンフランシスコ・ウォリアーズ | .528  |
| FT%        | ラリー・コステロ       | シラキュース・ナショナルズ     | .881  |

※1969-70シーズン以前はアベレージよりも通算でスタッツリーダーが決められていた。

### 各賞
- 最優秀選手: ビル・ラッセル, ボストン・セルティックス
- ルーキー・オブ・ザ・イヤー: テリー・ディッシンガー, シカゴ・ゼファーズ
- All-NBA First Team:
  - ビル・ラッセル, ボストン・セルティックス
  - ジェリー・ウェスト, ロサンゼルス・レイカーズ
  - エルジン・ベイラー, ミネアポリス・レイカーズ
  - ボブ・ペティット, セントルイス・ホークス
  - オスカー・ロバートソン, シンシナティ・ロイヤルズ

### シーズン概要
- ビル・ラッセルは3年連続4度目のMVPにして初めてオールNBA1stチームとの同時受賞を果たした。
- 東海岸から西海岸に本拠地を移したサンフランシスコ・ウォリアーズは大幅に勝率を落とした。ウィルト・チェンバレンは相変わらずの数字を残していたが、ルーキーシーズンから続けてきたオールNBA1stチーム入りは逃した。
- イースタン・デビジョンからウォリアーズが姿を消し、新たに台頭したのがシラキュース・ナショナルズである。このシーズン、ナショナルズはリーグトップの平均得点を誇り、センターのジョニー・カー、フォワードのリー・シェーファー、ガードのハル・グリアらが中心となっていた。このナショナルズとこのシーズンにイースタンに編入されたオスカー・ロバートソン率いるシンシナティ・ロイヤルズが、チェンバレンのウォリアーズにかわる王者ボストン・セルティックスの新たなライバルチームとなった。
- ショットクロック導入以来上昇し続けたリーグ平均得点がようやく頭打ちとなり、このシーズンは前季よりも3.5点下降した115.3得点だった。

## プレーオフ・ファイナル
|  | デビジョン準決勝 | デビジョン準決勝 | デビジョン準決勝 |                |   | デビジョン決勝 | デビジョン決勝 | デビジョン決勝 |  |  | ファイナル | ファイナル | ファイナル |
|  |                  |                  |                  |                |   |                |                |                |  |  |            |            |            |
|  |                  |                  |                  |                |   |                |                |                |  |  |            |            |            |
|  |                  | 1                | レイカーズ       | 4              |   |                |                |                |  |  |            |            |            |
|  | Western Division | 1                | レイカーズ       | 4              |   |                |                |                |  |  |            |            |            |
|  |                  |                  | 2                | ホークス       | 3 |                |                |                |  |  |            |            |            |
|  | 3                | ピストンズ       | 2                | ホークス       | 3 | 1              |                |                |  |  |            |            |            |
|  | 3                | ピストンズ       |                  |                |   | 1              |                |                |  |  |            |            |            |
|  | 2                | ホークス         | 3                |                |   |                |                |                |  |  |            |            |            |
|  |                  |                  |                  |                |   |                |                |                |  |  | W1         | レイカーズ | 2          |
|  |                  |                  | E1               | セルティックス | 4 |                |                |                |  |  |            |            |            |
|  |                  |                  |                  |                |   |                |                |                |  |  |            |            |            |
|  |                  |                  |                  |                |   |                |                |                |  |  |            |            |            |
|  |                  | 1                | セルティックス   | 4              |   |                |                |                |  |  |            |            |            |
|  | Eastern Division | 1                | セルティックス   | 4              |   |                |                |                |  |  |            |            |            |
|  |                  |                  | 3                | ロイヤルズ     | 3 |                |                |                |  |  |            |            |            |
|  | 3                | ロイヤルズ       | 3                | ロイヤルズ     | 3 | 3              |                |                |  |  |            |            |            |
|  | 3                | ロイヤルズ       |                  |                |   | 3              |                |                |  |  |            |            |            |
|  | 2                | ナショナルズ     | 2                |                |   |                |                |                |  |  |            |            |            |

### 続くセルティックス時代
ボストン・セルティックスが2年連続でロサンゼルス・レイカーズを降し、五連覇を達成した。このシーズン、セルティックスの王座を最も脅かしたのがデビジョン決勝で当たったシンシナティ・ロイヤルズだった。第7戦まで長引いたシリーズのうち、2試合がオーバータイムにもつれ込む接戦だった。

## ラストシーズン
- ボブ・クージー　（1950-63）　8度のアシスト王と6度の優勝を手に引退。彼の引退により、勃興期のセルティックスを知る選手は居なくなった。ポジションはK.C.ジョーンズに引き継がれた。